# 1791 en arts plastiques
| Années des arts plastiques : 1788 - 1789 - 1790 - 1791 - 1792 - 1793 - 1794    |
| Décennies des arts plastiques : 1760 - 1770 - 1780 - 1790 - 1800 - 1810 - 1820 |

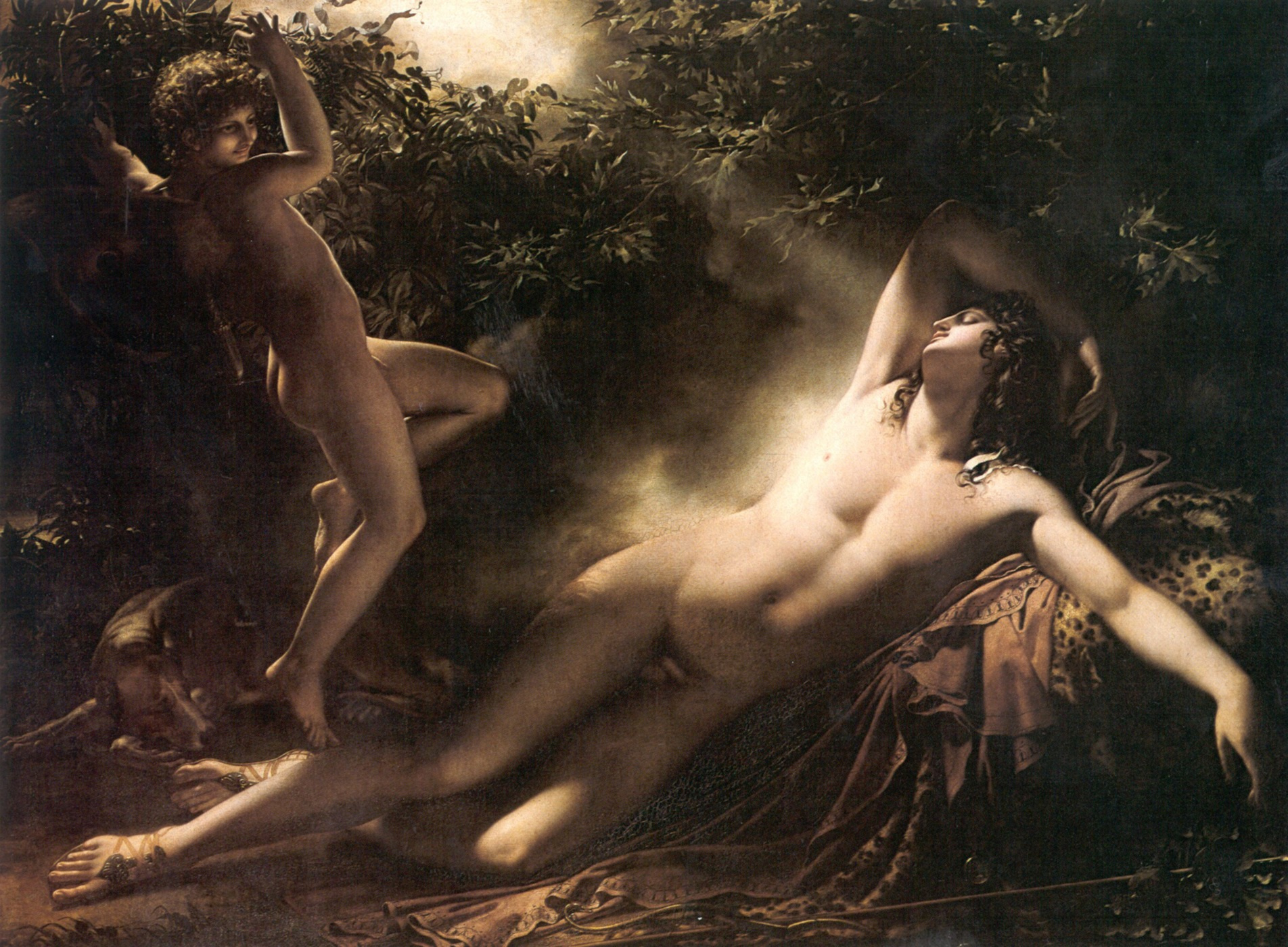
Le Sommeil d'Endymion, toile d'Anne-Louis Girodet.

Cette page concerne l'année 1791 en arts plastiques.

## Événements
- 8 septembre : Ouverture au palais du Louvre du Salon de 1791, première manifestation artistique officielle de la Révolution française. L'exposition est pour la première fois ouverte à tous les artistes, et comprend 794 œuvres exposées, dont un dessin préparatoire pour le Serment du jeu de paume et le portrait de la comtesse de Sorcy-Thélusson de Jacques-Louis David, le Déluge de Jean-Baptiste Regnault, deux bustes de Mirabeau l'un par Jean-Antoine Houdon et l'autre par Claude André Deseine[1].

## Œuvres
- 1790-1793 : commande pour Sebastián Martínez y Pérez :
  - Femmes conversant, huile sur toile de Francisco de Goya
  - Mujer dormida, huile sur toile de Francisco de Goya
  - El Sueño, huile sur toile de Francisco de Goya
- 1790-1795 : Autoportrait dans l'atelier, huile sur toile de Francisco de Goya
- 1791-1792 : Septième série des Cartons pour tapisserie de Francisco de Goya :
  - Le Mariage
  - Les Échasses
  - El Balancín
  - Las Gigantillas
  - Garçons grimpant à un arbre
  - Le Pantin
  - Las Mozas del cántaro
- Le Sommeil d'Endymion, par Anne-Louis Girodet (musée du Louvre)

## Naissances
- 10 février : Francesco Hayez, peintre italien († 21 décembre 1882),
- 13 février : Sylvestre Chtchedrine, peintre paysagiste russe († 8 novembre 1830),
- 30 avril : Edward Francis Finden, graveur britannique († 9 février 1857),
- 26 septembre : Théodore Géricault, peintre français († 26 janvier 1824),
- 27 décembre : Jean-Joseph Dassy, peintre français († 27 juillet 1865),
- ? : 
  - Luigi Durantini, peintre italien († 3 janvier 1857),
  - Gillot Saint-Evre, peintre et graveur français († 1858).

## Décès
- 24 janvier : Étienne Maurice Falconet, sculpteur français (° 1er décembre 1716),
- 30 juin : Jean-Baptiste Descamps, peintre et historien de l'art français (° 28 août 1714),
- 2 août : Ermenegildo Costantini, peintre baroque italien (° 28 mars 1731).
- 17 octobre : Per Gustaf Floding, dessinateur et graveur suédois († 3 mars 1731),
- 3 décembre : Christian Georg Schütz, peintre allemand (° 24 septembre 1718).